# Cities: Skylines
Cities: Skylines är ett stadsbyggarspel från 2015 utvecklat av Colossal Order och utgivet av Paradox Interactive. Spelet släpptes till Windows, Mac OS och Linux den 10 mars 2015. Spelaren tar en roll som stadsplanerare genom att kontrollera detaljplan (genom zonmärkning), vägplanering, skatter, offentlig service och kollektivtrafik över ett bestämt område. Spelarens utmaning ligger i att hantera stadens budget, population, invånarnas hälsa, nöjdhet och arbetstillfällen, föroreningar (spelet tar i beaktande mark-, vatten- och ljudföroreningar), trafikflöde och en rad andra faktorer. Det finns ett sandlådeläge med två förinstallerade lägen som spelaren kan aktivera. De låser upp alla milstolpar spelaren annars måste nå för att låsa upp saker och som dessutom ger spelaren obegränsat med pengar. Spelet använder sig av en spelmotor baserad på Unity, med officiellt stöd till användarskapade moddar.

## Spelsätt
Cities: Skylines är ett stadsbyggarspel, utvecklat som ett enspelarspel. Spelaren inleder spelet med ett landområde, en motorvägskorsning och en mindre summa av spelets valuta. Spelaren bygger ut vägar och zonmärker bostadsområden, industriområden och kommersiella distrikt samtidigt som den bygger ut grundläggande tjänster som el, vattenledning samt vattenutlopp. Invånare börjar så småningom flytta in i staden, men spelaren måste förse dem med jobb. Då spelaren zonmärker fler områden och invånarantalet växer når spelaren olika milstolpar som definieras efter antal invånare. Detta låser upp nya stadsförbättringar och tjänster såsom skolor, brandstationer, hälsoinrättningar och sophantering, skatte- och styrelsedirektiv, olika typer av kollektivtrafik och flera andra funktioner. I efterhand får spelaren möjlighet att skapa olika distrikt. Dessa distrikt kommer med ett antal regleringar som spelaren kan använda för att påverka utvecklingen eller genomdriva olika regleringar inom distriktet gränser, såsom att endast tillåta jordbruksindustri inom ett distrikt, införa gratis kollektivtrafik eller öka/minska skattetrycket för olika typer av bebyggelser, exempelvis tätbebyggda affärsområden.
Byggnader har olika nivåer som kan förbättras genom att exempelvis förbättra offentliga tjänster till byggnaden eller att förbättra utbildningsnivån hos de som bor i en byggnad. Exempelvis kan en kommersiell byggnad nå en högre nivå om invånarna i närheten är mer utbildade vilket leder till att byggnaden kan anställa fler. Att höja byggnaders nivå leder också till att de betalar mer i skatt. När spelaren har tillräckligt med pengar och når milstolpar kan spelaren få tillgång till nya områden att bygga på, genom att köpa omgivande landområden. Förutom startområdet kan spelaren köpa ytterligare åtta områden (PC, PS4, Nintendo Switch, Xbox One), samt i nya versioner 25 landområden (PS5, Xbox Series X/S, PC med hjälp av moddar).
Spelet innehåller ett transportsystem baserat på Colossal Orders tidigare spel, Cities in Motion, vilket gör att spelaren kan skapa ett effektivt masstransportsystem för att minska trafiktrycket i sin stad. Vägar kan byggas i raka eller böjda linjer eller i en för spelaren fri bana. Rutnätet där spelaren kan zonmärka områden anpassar sig efter vägarnas form. Med andra ord följer inte väg- och zonmarkeringen ett fördefinierat rutnät (som i exempelvis SimCity 4). Det finns flera olika typer av vägar, från grusvägar upptill motorvägar. Dessa har olika hastighetsbegränsningar och kapacitet av trafik de kan hantera; en grusväg klarar mindre trafik medan en motorväg kan hantera mycket mer trafik.
Användargenererat material, såsom byggnader eller fordon stöds av spelet genom Steam Workshop. Ett uttalat designmål av utvecklarna var skapandet av en aktiv innehållsskapande gemenskap. Spelet inkluderar flera förskapade typer av terränger (exempelvis boreal eller tropiskt) samt en kartredigerare med realistiska geografiska formationer som låter spelare att skapa egna kartor att bygga städer på. Det finns även moddar förinstallerade av utvecklaren; ett som låter spelaren låsa upp alla milstolpar så fort denna startar en ny stad, obegränsat med pengar samt ett läge som höjer svårighetsgraden.

## Utveckling
Colossal Order, en finländskt trettonmanna-studio hade velat utveckla ett spel med ett bredare perspektiv än sina mer transportinriktade spel Cities in Motion och Cities in Motion 2, men kunde inte säkra finansiering från sin utgivare Paradox Interactive. Colossal Order hade idén och den tekniska kompetensen att utveckla Cities: Skylines sedan 2009, men utvecklade inte aktivt denna idé, då Paradox Interactive ansåg att marknaden för stadsbyggarspel dominerades av Simcity. Versionen av Simcity från 2013 mottogs dock mycket dåligt av spelmarknaden på grund av flera brister. Dess misslyckande ledde till att Paradox godkände utvecklandet av Cities Skylines. Ett uttalat mål under utvecklingen var att kunna simulera städer med upp till en miljon invånare. 

## Publicering
Cities: Skylines tillkännagavs av Paradox Interactive den 14 augusti 2014 på Gamescom, då spelet ännu var i alfa-stadiet i utvecklingen. I september 2014 sattes publiceringen till första eller andra kvartalet 2015. Colossal Order förväntade sig att fortsätta utvecklingen av spelet även efter dess initiala publicering. Den 10 februari 2015 uppgav en reklamfilm ett publiceringsdatum på den 10 mars samma år. 
Utvecklarna ansåg att modding var av vikt, och byggde spelet till att vara vänlig mot användargenererat innehåll genom Steam Workshop. Deras erfarenhet med tidigare spel var att spelarna snabbt började modifiera spelet och expandera på det. Detta ville de uppmuntra i Cities: Skylines, då det ansågs vara viktiga för spelarna och inte skulle påverka spelets värde negativt. Efter en månad från spelets publicering (10 mars 2015) hade över 20 000 föremål skapats i Steam Workshop, även moddar som möjliggjorde förstapersonsperspektiv och en flygsimulator.

## Mottagande
| Mottagande      | Mottagande    |
| Samlingsbetyg   | Samlingsbetyg |
| Tjänst          | Betyg         |
| --------------- | ------------- |
| Gamerankings    | 86.49%        |
| Metacritic      | 85/100        |
| Recensionsbetyg |               |
| Publikation     | Betyg         |
| IGN             | 8.5/10        |
| PC Gamer US     | 86/100        |

Spelet fick god kritik. Hos Metacritic har spelet betyget 85 av 100, baserat på 60 recensioner. På Gamerankings.com har spelet betyget 86,49%, baserat på 34 recensioner.

## Expansioner
Officiellt kallade DLC

### After Dark
After Dark är spelets första expansion, och släpptes 24 september 2015. Expansionen lade till dag-och-nattcykel. Andra större tillägg var nya specialiseringsmöjligheter för kommersiella områden, såsom nöjes- och turismspecialisering. Nya byggnader såsom fängelser är tillagda, liksom nya transportmöjligheter, såsom taxi.

### Snowfall
Snowfall är den andra expansionen och släpptes 18 februari 2016. Expansionen innehåller nya funktioner för väderfenomen. På särskilda kartor lägger läggs det till snöfall, och på andra kartor kan det uppstå dimma, regn och åska. Expansionen innehåller även bland annat plogbilar och spårvagnar. Temperatur har införts, vilket påverkar stadens elnät.

### Match Day
Match Day släpptes den 9 juni 2016. Expansionen innehåller en fotbollsstadion och är en gratis expansion.

### Natural Disasters
Natural Disasters är den tredje expansionen och släpptes den 29 november 2016. Expansionen inför olika naturkatastrofer till spelet, samt metoder för att planera inför, och införa varningssystem mot, dessa. Radiostationer är ett nytt tillägg samt ett scenarioläge, där spelarna själva kan sätta spelmål.

### Mass Transit
Mass Transit är den fjärde expansionen och släpptes den 18 maj 2017. Expansionen introducerar nya trafikfunktioner och färdmöjligheter till spelet. Med expansionen kan invånare ta sig fram i färjor, luftskepp, monorail och linbanor. Dessa kan kopplas till kollektivtrafiksterminaler för att invånare lätt ska kunna byta mellan olika transportmedel.

### Concerts
Concerts är en mini-expansion och släpptes den 17 augusti 2017. Expansionen gör det möjligt att ordna event som konserter och festivaler, och att styra dessa event med lagar och restriktioner. 

### Green Cities
Den 19 oktober 2017 släpptes expansionen Green Cities. Expansionen fokuserar på miljömedvetenhet och innehåller bland annat policies för elbilar, och återvinning. Expansionen introducerar nya sätt att hantera zoner som gör det möjligt för spelaren att bestämma om särskilda bostads- industri och kommersiella områden ska vara miljövänliga. Exempelvis byggs då många av husen med solpaneler. Spelet innehåller även en mängd nya miljövänliga byggnader såsom återvinningsstationer och olika miljövänliga sätt att generera el till staden.

### Parklife
Den 24 maj 2018 släpptes expansionen parklife. Parklife låter spelaren skapa egna parker, nöjesparker, naturreservat och zoon som ritas ut som distrikt. Spelaren kan anpassa parkerna med olika tillbehör så som gångvägar, caféen och träd. I expansionen inkluderas också turistturer med luftballonger, bussar eller till fots.

### Industries
Den sjunde expansionen, Industries, släpptes den 23 oktober 2018. I denna expansion introduceras möjligheten att bygga egna industriområden. Spelaren kan placera ut olika byggnader för att producera, raffinera och förvara de produkter området tillverkar. Industriområdena ökar i nivå när området når olika milstolpar vilket ger nya mer effektiva byggnader. I Industries expansionen inkluderades även nya industriella vägar, flygplatser för fraktflygplan och en ny postservice. 

### Campus
Den åttonde expansionen släpptes 21 maj 2019 här introducerades en ny metod att skapa egna campus för universitet på samma sätt som parker och industrier ritats ut. Spelaren kan välja en "inriktning" och bygga sitt universitet med hjälp av nya byggnader. I denna expansion följde det också med nya sporthallar så som simhall och för basket. Dessutom arenor för friidrott, baseboll och amerikansk fotboll.

### Sunset Harbor
Den nionde expansionen till Cities: Skylines släpptes den nittonde mars 2020. Sunset Harbor har inte ett så tydligt tema som de andra expansionerna men inkluderar: En ny fiskeindustri där spelaren kan rita ut rutter för fiskebåtar och raffinera eller sälja fisken i nya byggnader. Nya intercitybussar som tar turister mellan olika städer likt flygplan och tåg. Nya trådbussar vilka liknar spårvagnar och kräver egna ledningar. Nya sätt att rena stadens avloppsvatten på land vilket betyder att spelaren inte behöver ett vattendrag i närheten av staden. Sist inkluderar även Sunset Harbor en ny sportflygklubb och nya sätt att ta hand om stadens sopor. 

### Airports
Airports, spelets tionde expansion, tillkännagavs den 12 december 2021 och släpptes den 25 januari 2022. Här introducerades ett sätt att skapa egna flygplatser. Spelaren kan rita ut flygplatsområden, och designa flygplatser själv med terminaler, landningsbanor, taxibanor och en mängd nya dekorationer. Spelaren kan bland annat skapa stadens egna flygbolag, utveckla byggda flygplatser och skapa godsterminaler. 

### Plazas and Promenades
Den elfte expansionen, Plazas and Promenades, släpptes den 14 september 2023. Den introducerade bland annat gågator, bilfria zoner, nya torg och nya byggnader, bland annat service points som ger leveranser och annat till bilfria zoner. 